# Spirit (rymdfordon)
Spirit, också känd som MER-A (Mars Exploration Rover – A) eller MER-2, var NASAs första sond i Marsutforskningsprogrammet Mars Exploration Rover Mission. Den sköts upp med en Delta II-raket från Cape Canaveral Air Force Station, den 10 juni 2003 och landade på Mars yta, den 3 januari 2004. Den är syskonfarkost till MER-B, kallad Opportunity. Uppdraget var tänkt att pågå i 90 dagar, men tack vare att solcellerna då och då blåstes rena av starka vindar på Mars, överlevde Spirit i 2 269 dagar.
Under sin tid på Mars tillryggalade den totalt 7,73 kilometer

## Historik

### 2007
I juli drog en enorm sandstorm in över bilen. Sandstormar på Mars kan pågå i flera månader. Detta gjorde att solcellerna på bilen inte kunde producera tillräckligt med energi. Detta medförde att Spirit under några veckor var försatt i viloläge.

### 2009
Under sommaren körde den fast i sand vid "Troy" på västra sidan av "Home Plate".

### 2010
26 januari meddelade NASA att Spirit numera ses som en stationär forskningsplattform . Den 3 januari hade sex år gått sedan Spirit landande på Mars. Den 22 mars förlorade man kontakten med Spirit.

### 2011
Den 25 maj 2011 förklarar NASA att uppdraget är avslutat, efter ett sista försök att återfå kontakten med rymdsonden.